# Joshua James Richards
Joshua James Richards (* 1985 in Penzance, England) ist ein britischer Autor, Regisseur und Kameramann.

## Leben
Joshua James Richards besuchte die Film and Television School für Film und kreatives Schreiben der Bournemouth University, wo er seinen BA machte, und studierte hiernach Regie an der Tisch School of the Arts der New York University, wo er einen Master of Fine Arts erhielt.
Nach einer Vielzahl von Werbespots und Musikvideos und einer Reihe von Kurzfilmen fungierte Richards erst bei Chloé Zhaos Film Songs My Brothers Taught Me als Kameramann, wofür er unter anderem bei Camerimage ausgezeichnet wurde, und hiernach auch bei The Rider. Mit dem Briten Francis Lee arbeitete er für God’s Own Country zusammen. Mit Nomadland setzte er seine Zusammenarbeit mit Zhao fort, mit der er auch privat eine Beziehung einging.

## Filmografie (Auswahl)
- 2015: Songs My Brothers Taught Me
- 2017: God’s Own Country
- 2017: The Rider
- 2020: Nomadland

## Auszeichnungen (Auswahl)
American Society of Cinematographers Award
- 2019: Nominierung für den Spotlight Award (The Rider)
- 2021: Nominierung für die Beste Kamera (Nomadland)[5]

Boston Society of Film Critics Award
- 2020: Auszeichnung für die Beste Kamera (Nomadland)[6]

British Academy Film Award
- 2021: Auszeichnung für die Beste Kamera (Nomadland)[7]

Camerimage
- 2015: Auszeichnung mit dem Jury Award für das Beste Debüt als Kameramann (Songs My Brothers Taught Me)
- 2020: Auszeichnung mit dem Goldenen Frosch (Nomadland)[8][9]

Chicago Film Critics Association Award
- 2020: Nominierung für die Beste Kamera (Nomadland)[10]

Critics’ Choice Movie Award
- 2021: Nominierung für die Beste Kamera (Nomadland)

Independent Spirit Award
- 2016: Nominierung für die Beste Kamera (Songs My Brothers Taught Me)
- 2018: Nominierung für die Beste Kamera (The Rider)
- 2021: Auszeichnung für die Beste Kamera (Nomadland)[11]

London Critics’ Circle Film Award
- 2018: Nominierung für die Beste technische Leistung – Kamera (God’s Own Country)
- 2021: Nominierung für die Beste technische Leistung – Kamera (Nomadland)[12][13]

Los Angeles Film Critics Association Award
- 2020: Runner-Up für die Beste Kamera (Nomadland)[14]

Miami Film Festival
- 2021: Auszeichnung mit dem Art of Light Award for Cinematography[15]

National Board of Review Awards 2021
- Spezielle Würdigung für Exzellenz im Filmemachen - Kamera (Nomadland)[16]

National Society of Film Critics Award
- 2021: Auszeichnung für die Beste Kamera (Nomadland)

Oscar
- 2021: Nominierung für die Beste Kamera (Nomadland)